# Beslan Barcic
Beslan Barcic (abchazsky Беслан Барцыц, rusky Беслан Константинович Барциц; * 22. července 1978 Gagra) je abchazský politik a státní úředník. Ve vládě Raula Chadžimby působil v letech 2016 až 2018 jako premiér Abcházie.

## Biografie
Barcic se narodil v přímořském letovisku Gagře. Od roku 1985 navštěvoval bzybskou školu № 1 G. A. Alšundby, kam docházel i v průběhu války v Abcházii. Po válce od roku 1994 do 1995 navštěvoval na poslední ročník gagerskou střední školu № 2 V. Popkova. Poté nastoupil na Abchazskou státní univerzitu na obor právní věda na Fakultě dějin a práva.  Diplom získal v roce 2000.
V letech 2001 až 2004 absolvoval postgraduální studium práv na Jižní federální univerzitě v Rostově na Donu.

### Poslanec
Od roku 2007 do 2009 pracoval pro prezidentskou kancelář na pozici asistenta viceprezidenta Raula Chadžimby. Barcic se v roce 2011 zúčastnil komunálních voleb a stal se zastupitelem okresní rady okresu Gagra, kde se ujal pozice místopředsedy.
Během voleb do Abchazského lidového shromáždění v roce 2012 uspěl se svou kandidaturou a stal se poslancem Abchazského lidového shromáždění za volební obvod 11, Gagra. Z celkového počtu devíti kandidátů skončil v prvním kole těsně na prvním místě se ziskem 20.86 % hlasů. Ve druhém kole porazil svého protikandidáta Vitalije Ažibu.
V Abchazském lidovém shromáždění sloužil jako místopředseda rady pro legislativu, budování státu a lidská práva.

### Předseda okresu Gagra a ředitel prezidentské kanceláře
Následkem nepokojů v Abcházii v létě 2014 byl po změně moci dne 22. října toho roku novým prezidentem Raulem Chadžimbou jmenován prozatímním předsedou okresu Gagra. V následujícím roce byl prezidentem potvrzen jako řádný předseda.
Dne 16. května 2016 byl Barcic jmenován ředitelem prezidentské kanceláře republiky Abcházie jako náhrada za Astamura Taniju, jenž na svůj post rezignoval.

### Premiér Abcházie
Dne 5. srpna 2016 byl Barcic jmenován prezidentem Chadžimbou do funkce premiéra Abcházie, aby nahradil Artura Mikvabiju, který o deset dní dříve rezignoval na svou funkci.
Ve funkci premiéra působil až do 25. dubna 2018, kdy se přesunul zpět na post ředitele prezidentské kanceláře republiky Abcházie.